# Straßenbahn Sopot
Die Straßenbahn Sopot war von 1884 bis 1906 eine Pferdestraßenbahn, von 1946 bis 1961 eine elektrische Straßenbahn in der polnischen Stadt Sopot, die zur Dreistadt gehört.

## Pferdestraßenbahn
Die erste Straßenbahn von Sopot war eine Pferdestraßenbahn, die am 1. Mai 1884 den Betrieb aufnahm. Die zwei Kilometer lange Strecke mit einer Spurweite von 800 mm begann an der Kreuzung der heutigen ul. 23 Marca mit der Aleja Niepodległości. Sie folgte der ul. 23 Marca in Richtung Wielka Gwiazda, wo sich ein Restaurant befand. Die Hauptaufgabe der Straßenbahn war Gäste zum Restaurant zu bringen. Weil die Haltestelle in der Stadt etwa ein halber Kilometer vom Bahnhof entfernt war, blieben die Fahrgäste aus und der Betrieb war nicht kostendeckend. Karpinski, der Besitzer der Straßenbahn, ersuchte die Gemeindeverwaltung ein eigenes Unternehmen zu Gründen und die Strecke auf die heutigen ul. 1 Maja auszudehnen. Die Verwaltung lehnte den Vorschlag ab mit der Begründung, dass der Betrieb auch mit der Streckenverlängerung nicht kostendeckend sein würde. Nachdem Sopot um die Jahrhundertwende das Stadtrecht erhielt, interessierten sich verschiedene Unternehmen für den Ausbau und die Elektrifizierung der Straßenbahn. Ein konkreter Vorschlag wurde von Elektrizitätsunternehmen Reitz & Co. aus Leipzig unterbreitet. Nach einer genauen Abwägung der Kosten gegenüber möglicher Gewinne, wurde das Vorhaben abgebrochen und die Pferdestraßenbahn eingestellt.

## Elektrische Straßenbahn
Nach dem Ersten Weltkrieg verfolgte die Straßenbahn Danzig ein Projekt, ihr Netz über Oliwa nach Sopot zu verlängern. Dafür wurde das heutige Depot Danzig-Wrzeszcz gebaut. Das Projekt kam aber nicht zustande wegen der ablehnenden Haltung der Stadtverwaltung Sopot.
Nach dem Zweiten Weltkrieg waren große Teile von Danzig zerstört, sodass viele Leute und auch Behörden vorübergehend in Sopot untergebracht wurden. Um die Städte verkehrstechnisch besser zu verbinden, wurde eine Straßenbahn gewählt. Die zweigleisige Strecke zweigte bei ul. Pomorska von der Strecke Oliwa–Jelitków ab und folgte der Straße nach Sopot, wo sie in einer Schleife bei der Mikołaja Reja endete. Die Strecke wurde als Linie 7 am 10. November 1946 in Betrieb genommen. Nach dem Wiederaufbau von Danzig und der Inbetriebnahme der S-Bahn schwand die Bedeutung der Straßenbahn, sodass die Linie 7 nicht mehr bis nach Danzig fuhr, sondern nur noch bis Oliwa. 1960 wurde der Betrieb ganz eingestellt, weil die Straßenbahngleise einer Straßenverbreiterung weichen mussten.